# Njamtserengiin Bjambasüren
Njamtserengiin Bjambasüren (mongolisch Нямцэрэнгийн Бямбасүрэн, * 30. Januar 1954) ist ein mongolischer Bogenschütze.
Bjambasüren nahm an den Olympischen Spielen 1976 in Montréal teil und belegte den 28. Platz. Vier Jahre später konnte er sich auf Rang 19 verbessern.